# Rushcliffe Country Park
Rushcliffe Country Park är en park i Storbritannien.   Den ligger i grevskapet Nottinghamshire och riksdelen England, i den södra delen av landet, 170 km norr om huvudstaden London. Rushcliffe Country Park ligger 42 meter över havet.
Terrängen runt Rushcliffe Country Park är platt. Runt Rushcliffe Country Park är det tätbefolkat, med 266 invånare per kvadratkilometer. Närmaste större samhälle är Nottingham, 7,8 km norr om Rushcliffe Country Park. Trakten runt Rushcliffe Country Park består till största delen av jordbruksmark.